# Snow Patrol
Snow Patrol är en brittisk rockgrupp, bildad 1994 i Dundee, Skottland, med majoriteten av medlemmarna ursprungligen från Nordirland.
De skivdebuterade 1997 med EP:n Starfighter Pilot. Genombrotten kom med albumet Final Straw från 2004, bland annat innehållande hiten "Run". 2006 släppte de sitt hittills mest sålda album, Eyes Open.
Under 2009–2011 var bandet förband till flera av U2:s s konserter under turnén 360° Tour.

## Medlemmar
Nuvarande medlemmar
- Gary Lightbody – gitarr, sång (1994–)
- Jonny Quinn – trummor (1997–)
- Nathan Connolly – gitarr, bakgrundssång (2002–)
- Paul Wilson – basgitarr, bakgrundssång (2005–)
- John McDaid – piano, gitarr, sång (2007–2011, turnerande medlem, 2011–)

Tidigare medlemmar
- Tom Simpson – keyboard (2005–2013)
- Mark McClelland – basgitarr, keyboard (1994–2005)
- Michael Morrison – trummor (1994–1996)

## Diskografi
Studioalbum
- 1998 – Songs for Polarbears
- 2001 – When It's All Over We Still Have to Clear Up
- 2004 – Final Straw
- 2006 – Eyes Open
- 2008 – A Hundred Million Suns
- 2011 – Fallen Empires
- 2018 – Wildness
- 2024 – The Forest Is the Path

Samlingsalbum
- 2009 – Up to Now
- 2013 – Greatest Hits

EP
- 1995 – The Yogurt vs. Yogurt Debate
- 1997 – Starfighter Pilot
- 2005 – Live and Acoustic at Park Ave.

Singlar (topp 40 på UK Singles Chart)
- "Run" (2004) (#5)
- "Chocolate" (2004) (#24)
- "Spitting Games" (2004) (#23)
- "How to Be Dead" (2004) (#39)
- "You're All I Have" (2006) (#7)
- "Chasing Cars" (2006) (#6)
- "Hands Open" (2006) (#34)
- "Set the Fire to the Third Bar" (med Martha Wainwright) (2006) (#18)
- "Open Your Eyes" (2007) (#26)
- "Signal Fire" (2007) (#4)
- "Take Back the City" (2008) (#6)
- "Just Say Yes" (2009) (#15)
- "Called Out in the Dark" (2011) (#11)
- "This Isn't Everything You Are" (2011) (#40)